# Jacob Ruchti
Jacob Mauritius Ruchti (1917-1974) nasceu em 27 de junho de 1917 na cidade de Homberg, localizada na região de Berna, Suíça. Era filho de Karl Friedrich Ruchti e Wera Grünbaum. Ele foi um arquiteto, escultor, design e professor universitário, conhecido por seus trabalhos e parcerias com arquitetos de renome do modernismo brasileiro.

## Biografia

### Formação acadêmica
Jacob Ruchti formou-se arquiteto pela Universidade Mckenzie em 1940. Influenciou no surgimento do design de interiores no Brasil. Foi um dos fundadores do Instituto de Arquitetos do Brasil (IAB), do Museu de Arte Moderna de São Paulo (MAM), e do Instituto de Arte Contemporânea (IAC), a primeira escola de design do Brasil, ao lado de Lina Bo Bardi e Pietro Maria Baldi.
Atuou nas primeiras bienais de São Paulo, nas montagens ou como membro do júri Internacional. Também foi professor de Composição Decorativa (1954-1961) na FAU/USP. Desenvolveu conceitos bauhausianos fundidos à ideia do design moderno brasileiro. Ao questionar os valores modernistas, seus projetos foram muito influenciado pela fluência orgânica de Frank Loyd Wright com a contemporaneidade industrial de Richard Neutra e Marcel Breuer.

### Atuação Profissional
Durante sua carreira, trabalhou ao lado de renomados arquitetos e engenheiros, como:
- Abelardo de Souza
- Carlo Fongaro
- Carlos Barjas Millan
- Chen Y Hwa
- Frederico Ruchti
- Galiano Ciampaglia
- Hélio Duarte
- Miguel Forte
- Plínio Croce
- Rino Levi
- Roberto Aflalo
- Roberto Cerqueira César
- Salvador Candia
- Vilanova Artigas
- Zenon Lotufo

### Catedral Anglicana de São Paulo
O templo da então Paróquia da Santíssima Trindade (hoje Catedral Anglicana de São Paulo), projetado por Jacob Ruchti em 1950, é considerado um dos primeiros exemplares de arquitetura modernista religiosa em São Paulo. A estrutura de concreto armado, simples, porém marcante, remete à espiritualidade e simboliza mãos unidas em prece. O templo é decorado ainda por seis lustres de madeira maciça inspirados na Escola Bauhaus, destacando o modernismo em sua essência.
A igreja foi reconhecida na exposição "Vertentes: Arquitetura e Design", organizada pela FAAP em 2008, que destacou a relação entre o contemporâneo e o moderno na inovação dos espaços de rito. Walter Zanini também descreveu o projeto como uma das "estruturas construtivistas pioneiras no país" em sua "História Geral da Arte do Brasil".

### Loja Branco & Preto
Branco & Preto foi uma loja de móveis e itens de decoração influenciados pelo estilo modernista. Foi fundada em 1952 por um grupo de arquitetos formados por Carlos Millan, Chen.Y.S.Hwa, Milguel Forte, Plinio Croce, Roberto Claudio Aflato e também Jacob Mauritius Ruchti. É considerado um dos primeiros estabelecimentos especializados em vender móveis criados por designs no país.